# 南澗イ族自治県
南澗イ族自治県（なんかんイぞくじちけん）は中華人民共和国雲南省大理ペー族自治州に位置する自治県。

## 地理
南澗は雲南省西部、大理州南端に位置し、東は弥渡県、南は景東県、西南は雲県、西は鳳慶県、北は巍山県と接している。

## 歴史
1275年（至元12年）、元朝は南澗地区に定辺県を設置した。1287年（至元24年）に定辺県は郷と改編されるが、1384年（洪武17年）、明朝により再び県に昇格した。1729年（雍正7年）、定辺県が南澗地区が分離され蒙化直隷庁（後に巍山県と改称）が設置された。1960年、中華人民共和国成立後も巍山県に属していたが、1965年11月27日に南澗イ族自治県に改編され現在に至っている。

## 行政区画
| 区分 | 数 | 名称                         |
| ---- | -- | ---------------------------- |
| 鎮   | 5  | 南澗 小湾東 公郎 宝華 無量山 |
| 郷   | 3  | 擁翠 楽秋 碧渓               |

## 交通

### 鉄道
- 中国国家鉄路集団
  - 大臨線

### 道路
- 国道
  - G214国道